# Jaroslav Řezáč
Jaroslav Řezáč (ur. 6 lutego 1886 w Jiczynie, zm. 29 maja 1974 w Pradze) – czechosłowacki hokeista, olimpijczyk, trzykrotny medalista mistrzostw Europy.
Był w kadrze Czechosłowacji na igrzyska olimpijskie w 1924 w Chamonix i igrzyska olimpijskie w 1928 w St. Moritz, ale nie wystąpił w żadnym meczu. Niósł flagę Czechosłowacji podczas otwarcia igrzysk w Chamonix. 

## Występy na IO
| Rok  | Igrzyska Olimpijskie | Konkurencja     | Wyniki     |
| 1924 | Chamonix 1924        | hokej na lodzie | 5. miejsce |
| 1928 | St. Moritz 1928      | hokej na lodzie | 5. miejsce |